# سائل فيري
فيري (Fairy) هي علامة تجارية بريطانية من سائل غسيل الصحون، وهي الشركة المصنعة المملوكة لشركة براكتر وغامبل الأمريكية. «الآن الأيدي التي تغسل الأطباق يمكن أن تشعر بأنها ناعمة مثل وجهك مع السائل الأخضر الخفيف» [بحاجة لمصدر].
اعتبارا من عام 2015، تباع في معظم أنحاء أوروبا، وعلى اختلاف الأسماء الإقليمية. سائل فيري متوفر في مجموعة متنوعة من الألوان والرائحة. تم استبدال الزجاجة البيضاء الأصلية مع قبعة حمراء بزجاجات بلاستيكية شفافة.
تم تصنيع قوالب الصابون من فيري من قبل توماس هيدلي من نيوكاسل على تاين والتي تم الحصول عليها من قبل بروكتر وغامبل في عام 1927.

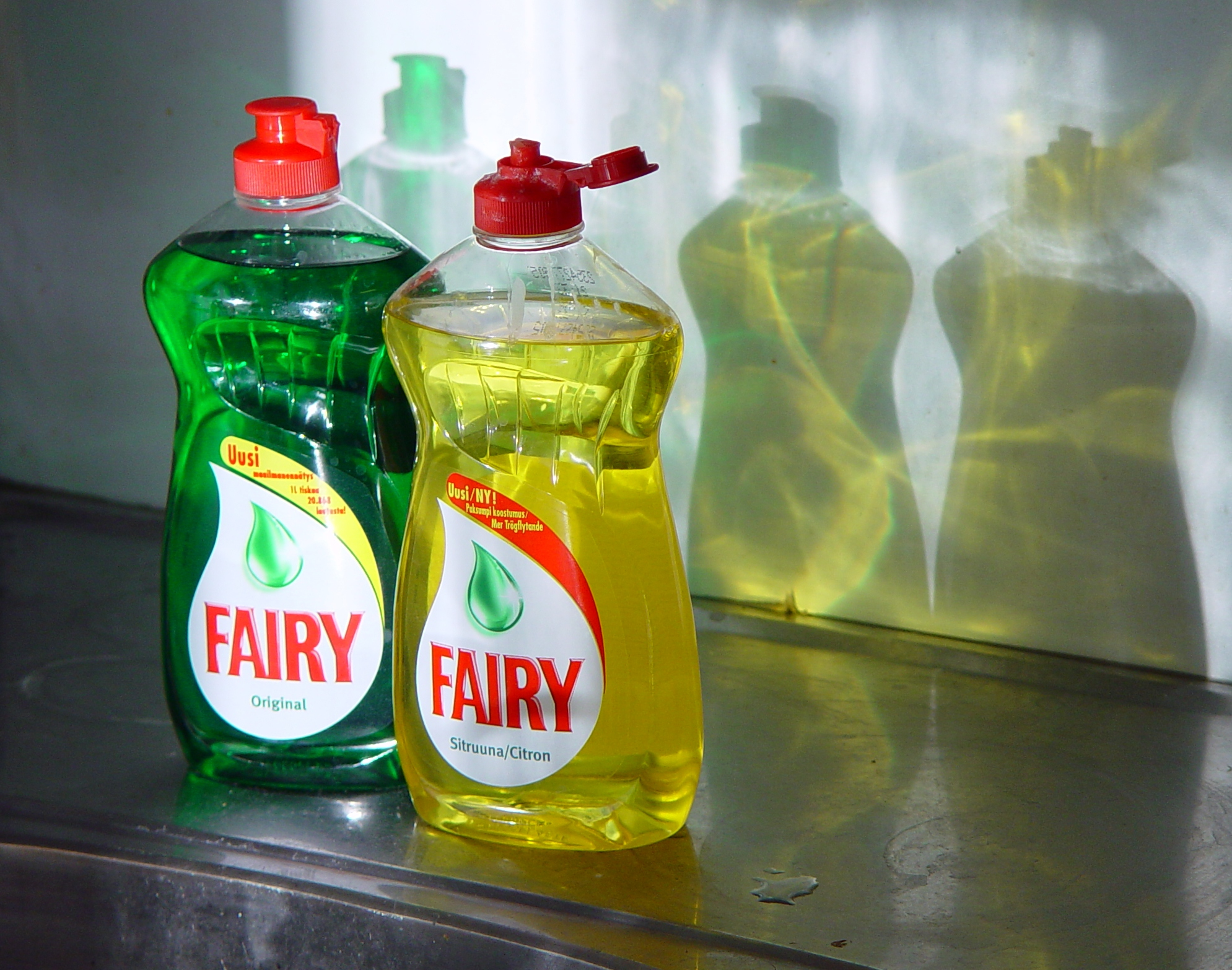
منتجات فيري لغسل الصحون

## السنوية الخمسون
في فبراير/شباط 2010، أعادت فيري قنينة السائل الاصلية (التي كانت تستخدم حتى عام 2000) وذلك للاحتفال ب 50 عام من العلامة التجارية. نانيت نيومان، التي ظهرت في الثمانينات في الإعلانات التلفزيونية عادت لعمل حملة جديدة للترويج للانطلاق.

## منتجات أخرى
وفي المملكة المتحدة وأيرلندا، تعد فيري أيضا علامة تجارية طويلة الأمد من منظفات الغسيل غير البيولوجية، والمعروفة بالخيار الأصلي القائم على الصابون باسم «فيري الثلج». وأضافت فيري في السنوات الأخيرة منتجات ملطفة للأنسجة ضمن قائمة مبيعاتها.
وكانت أيضا علامة تجارية من الصابون في تلك البلدان، والتي تتميز باللون الأخضر وتتوفر في كل من شكل قطع مستطيلة أكبر 155 غرام للغسيل وغيره من الأغراض المنزلية وفي الحجم المقارب الدائري الأصغر 125 غرام كصابون المرحاض، حيث تستخدم نفس علامة التسويق «الرضيع الماشي» وتباع كمنتج نقي معتدل. أوقفها المصنعون فجأة في حوالي 2009 إلى عدم موافقة قاعدة العملاء المخلصين لها.
ولقد توسعت العلامة التجارية لفيري أكثر من المنتجات الأخرى القائمة على الصابون، وهي تستخدم الآن أيضاً في منتجات غسيل الصحون الآلية؛ آخرها هو «أقراص فيري النشطة». وهي عبوة عبار من المسحوق وسائل غسيل مصنوع خصيصًا، وهي مصممة لغسالات الصحون المنزلية. وهناك أيضا منتجات أخرى، مثل بخاخات تنظيف الأواني والمقالي، ولفترة من الوقت تم بيع منتجات الرغوة.

## خارج المملكة المتحدة
- تم طرح فيري في السوق الأسترالية في عام 2011 وسرعان ما أخذت تنمو لتصبح واحدة من الخيارات الأكثر شعبية المتاحة داخل البلاد.
- في مصر، تتنافس فيري مع سائل بريل[1] هنكل، وتحتل المركز الثاني إلى بريل في حصة السوق. ومن الجدير بالملاحظة حملتها الإعلانية التنافسية والتي تضم عدد ممثلين من المسلسلات التلفزيونية المصرية التي تؤكد على قوتها (والتي تزعم أنها أعلى بأربعة أضعاف من بريل).
- كما تباع في ألمانيا؛ وفي عام 2000، أعيد تسميتها لفترة وجيزة باسم داون (العلامة التجارية المستخدمة في سوق أمريكا الشمالية)، ولكن بعد الانخفاض الحاد في المبيعات بسبب الاسم التجاري غير المألوف، أعيد إحياء اسم فيري في عام 2002.
- في السويد والنرويج، وصفت فيري على أنها مقبولة من قبل العملاء. وقد بدأ العمل به في عام 1961 وهو إلى حد بعيد من أكبر المنظفات مبيعًا في السويد.
- وفي بلجيكا وهولندا، يتم تسويقها باسم Dreft. نفس الاسم يشير أيضا إلى علامة تجارية أخرى من المنظفات التي صنعت أيضا من قبل Procter & Gamble.
- في الجمهورية التشيكية وسلوفاكيا، يتم تسويقه باسم جار وكان متاحا منذ الستينات.[2]
- في المملكة العربية السعودية، تم بيعها منذ السبعينات.

## لترى أيضًا
- داون - منظف غسيل الصحون المماثل الذي تنتجه شركة بروكتر وغامبل لسوق أمريكا الشمالية.
- برسيل، علامة تجارية منافسة من منظفات الغسيل ومنظفات غسيل الصحون.

## روابط خارجية
الموقع الرسمي للشركة.
تاريخ صابون فيري.